# 船井哲良
船井 哲良（ふない てつろう、1927年〈昭和2年〉1月24日 - 2017年〈平成29年〉7月4日）は、日本の実業家。船井電機創業者、取締役相談役。

## 経歴
兵庫県神戸市出身。1943年、神戸村野工業学校卒業。家業のミシン販売業に従事する。1947年、有限会社東洋ミシン商会に入社する。
1951年、東洋ミシン商会を退社し、個人経営の船井ミシン商会を創業する（翌年に法人組織化）。1959年、船井ミシン商会の社名を船井軽機工業株式会社に変更し、トランジスターラジオの生産を開始する。
1961年、船井軽機工業のトランジスターラジオ部門を分離独立し、船井電機株式会社を設立する。代表取締役社長に就任する。2008年、船井電機会長に就任する。
2000年、財団法人（現・公益財団法人）船井奨学会を設立、理事長に就任する。2001年、財団法人（現・公益財団法人）船井情報科学振興財団を設立、理事長に就任する。2006年、京都大学に「船井哲良記念講堂」及び「船井交流センター」の2施設を寄贈する。
2012年、徳島県三好市に土地（旧船井電機製造子会社工場跡地）を寄贈、京都大学大学院の合宿型研修施設「船哲房」の建設費用を寄附する。2016年、船井電機相談役に就任する。2017年7月4日、肺炎のため90歳で死去。

## 人物
宗教は仏教。趣味はゴルフ、謡曲。住所は大阪市生野区中川3丁目。

## 受賞歴
- 2000年 - 米国ケンタッキー州カーネル称号[1]
- 2009年 - 紺綬褒章（以後、2016年まで計7回受章）[1]
- 2012年 - 徳島県三好市名誉市民称号[1]
- 2013年 - 徳島県表彰（以後、2016年まで計4回受賞）[1]
- 2014年 - 京都大学名誉フェロー称号[1]

## 家族
船井家
- 父・喜市（1886年 - ?、ミシン機械商[5]） - 独逸ナウマンミシン特約販売、創業は1924年（大正13年）[6]。住所は神戸林田区（現・長田区）四番町7丁目[6]。
- 母[2]
- 妻[2]
- 長男・哲雄[2]（医師、旭川十条病院院長[7]、1952年 - ） - 大阪府生まれ[8]。1978年3月、旭川医科大学卒業、同年4月旭川厚生病院[8]。2003年4月、旭川厚生病院呼吸器外科主任部長[8]。2014年4月、旭川十条病院副院長に就任[8]。2017年7月29日、公益財団法人船井奨学会理事長に選任された[8]。